# Specialstål
Specialstål, samlingsbenämning på legerat stål, särskilt då höglegerat stål, som innehåller mer än 5 % legeringsämnen eller har högre kolhalt än 1 %. Av olika typer av specialstål kan bland annat nämnas: snabbstål, rostfritt stål, värmebeständiga stål, magnetstål, dynamoplåt och kullagerstål. Motsatsen till specialstål är handelsstål (olegerat stål, kolstål).